# Clara Joyeux
Pour les articles homonymes, voir Joyeux.

a Compétitions nationales et continentales officielles uniquement.

b Matchs officiels uniquement.
Dernière mise à jour le 11 avril 2023.
Clara Joyeux, née le 10 janvier 1998, est une joueuse internationale française de rugby à XV qui évolue au poste de pilier. Elle joue au Blagnac Rugby féminin.

## Carrière
Née le 10 janvier 1998 et originaire de Reilhac dans le Lot, fille d'éleveurs de canards et de porcs noirs, Clara Joyeux commence le rugby à huit ans sous l'impulsion de son père, ancien joueur.
Formée au collège la Garenne de Gramat, elle joue aussi à la JS Gramat,, de 2008 à 2015, dont un passage en cadettes avec l'entente Gramat Saint-Céré,.
Repérée par le CA Brive, elle participe à l'épopée de son établissement scolaire, le lycée agricole Les Vaseix de Limoges, qui remporte le championnat de France des lycées.
Elle joue par la suite avec l'USA Limoges, puis intègre le pôle espoirs d'Issoire et est repérée par les sélectionneurs nationaux lors d'un stage au Centre national du rugby en mai 2016. Elle est sélectionnée en 2017 en équipe de France des moins de 20 ans puis avec l'équipe de France pour un stage de préparation de la Coupe du monde.
En 2017, elle rejoint le Blagnac rugby féminin.
En novembre 2018, elle fait partie des 24 premières joueuses françaises de rugby à XV qui signent un contrat fédéral à mi-temps. Son contrat est prolongé pour la saison 2019-2020.
Elle connaît sa première sélection en équipe de France le 2 février 2019 contre le pays de Galles pour le compte de la 1re journée du Tournoi des Six Nations 2019.
En 2022, elle est sélectionnée par Thomas Darracq pour disputer la Coupe du monde en Nouvelle-Zélande. À l'automne 2023, elle fait partie du groupe qui dispute le WXV en Nouvelle-Zélande.

## Palmarès
- Finaliste du Championnat de France en 2021.